# Métro de Philadelphie
Le métro de Philadelphie est un ensemble de six lignes qui desservent la plus grande ville de Pennsylvanie, ainsi que la ville de Camden dans le New Jersey, de l'autre côté du fleuve Delaware. L'aire métropolitaine compte environ six millions d'habitants.
Philadelphie possède un réseau de transport urbain des plus diversifié comprenant trois lignes de métro (aérien et souterrain), une ligne de pré-métro, des tramways en surface, un réseau de bus, des trolleybus et un système de RER. Le métro totalise 66 stations et 64 km pour les trois lignes de métro et un tunnel de 3,8 km avec 9 stations pour la ligne de pré-métro.
Le réseau est exploité par la Southeastern Pennsylvania Transportation Authority (SEPTA), créé en 1964, à l’exception de la ligne rouge du métro qui est exploitée par le PATCO vers Camden dans le New Jersey.
Le métro de Philadelphie est constitué de trois lignes de métro lourd et d’une ligne de tramway partiellement souterrain (pré-métro). Deux autres lignes desservent les quartiers ouest de la ville. Une d’entre elles, la ligne N ou Norristown Line est complètement séparée du trafic puisqu’elle roule exclusivement sur un viaduc. Pour l'autre, il s'agit de la ligne D ou Media–Sharon Hill Line qui circule intégralement en surface au niveau du sol.
La construction des tronçons aériens du métro de Philadelphie est rare par rapport à celle du métro de Chicago ou à celle du métro de New York. Bien que les lignes ont été élevées sur des traverses en acier comme ailleurs, un tablier en béton et des remblais en ballast y furent apposés afin de limiter le bruit aux passages des rames pour les habitations mitoyennes ainsi que pour protéger les rues sous le viaduc de la pluie et des « fluides opérationnels ».

## Historique

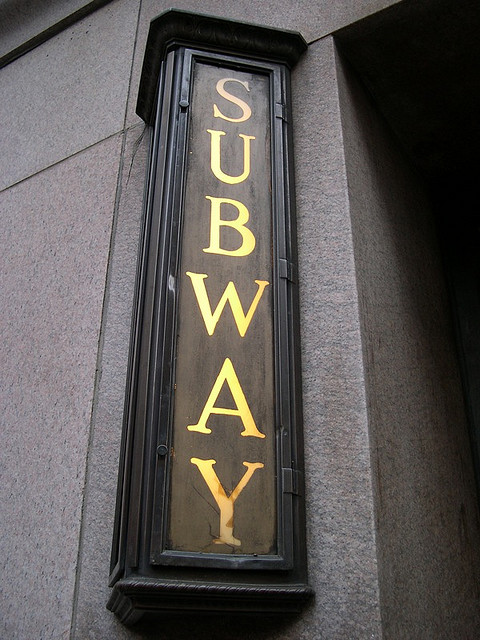
Plaque du métro de Philadelphie.

Les plans de la première ligne de métro de Philadelphie remontent au début des années 1890. Les édiles de la ville, voulant emboiter le pas d’autres villes américaines comme Chicago, Boston et surtout New York, commencent à dessiner les plans d’un premier réseau qui aurait pour centre névralgique les fondations du City Hall.
Le cas de Philadelphie est assez rare puisque la construction de son métro initial fut uniquement financée à l'aide de capitaux privés sans aucune contribution des fonds publics.

### La ligne Market-Frankford (1907-1922)
Les travaux de la première ligne commencèrent en juillet 1903 jusqu'en août 1905 pour la portion aérienne au-dessus de la Schuykill River tandis que la deuxième partie au-dessus de Market Street fut entamée le 17 octobre 1904.
La ligne fut inaugurée le 4 mars 1907 de 69th Street Terminal jusque 15th Street (City Hall) où les rames faisaient demi-tour en tournant autour du bâtiment.
En 1908, Philadelphie inaugura le premier tronçon souterrain de son métro, le troisième plus ancien aux États-Unis après Boston et New York.
Pendant que les travaux commençaient sur la deuxième ligne sous Broad Street, la ligne initiale fut prolongée jusqu'à son terminal actuel de Frankford en 1922. Ce sera la  ligne Market-Frankford.

### La ligne Broad Street, mise en service en 1928
Dessinée en 1915, la Broad Street Line fut inaugurée le 1er septembre 1928 de la station City Hall à la station Olney après quatre ans de travaux. Elle fut prolongée à Walnut-Locust en 1930 et Lombard South en 1932.
Sur les plans de 1915, la ville voulait créer une boucle de métro souterrain sous Ridge Spur Avenue, Locust Street et Arch Street; la Broad Ridge Spur telle qu’elle existe aujourd’hui en est son embryon. Faute de financement suffisant, les travaux de cette boucle furent considérés comme non prioritaires.
Son service a commencé en 1932 jusque 8th street avec des stations intermédiaires à Fairmount, Spring Street (fermée en 1979) et Chinatown.

### La ligne Bridge, inaugurée en 1936, future ligne de la PATCO
En 1936, la Delaware River Commission (maintenant Delaware River Port Authority) a inauguré la Bridge Line vers Camden dans le New Jersey. Cette ligne marquait deux arrêt souterrain dans Camden, empruntait le niveau inférieur du pont Benjamin-Franklin au-dessus du fleuve Delaware et replongeait dans le sol ou elle desservait Franklin Square (aujourd’hui fermée) et de rejoindre enfin la Broad Ridge Spur jusque 8th Street également.
Dans les années 1930, la ville de Philadelphie entreprit d’enfouir dans le sol le viaduc de la Market-Frankford Line qui enjambait la Schuylkill River de 32nd Street à 2nd Street.  Le budget libéré par le programme New deal du Président Roosevelt fut écoulé avant la fin des travaux et le manque de matières premières durant la Seconde Guerre mondiale entraina l’arrêt des travaux en 1941.
Le 24 janvier 1937, le service sur la Ferry Line fut limité à une desserte en journée et pas du tout le dimanche avant d’être temporairement fermé le 7 mai 1939.
Le 18 septembre 1938, la Broad Street Line fut prolongée jusque Snyder au sud de la ville.
En 1943, Malgré une faible fréquentation, la ville sous l’insistance des habitants et des grandes compagnies batelières du port de Philadelphie rouvrit la Ferry Line.
En 1947, la Ferry Line dont l'intérêt diminue de plus en plus tandis que ses frais d'entretiens augmentent est fermée avant d'être démantelée en 1953.

### Les extensions d'après-guerre
Les travaux du métro sous Market Street reprirent en 1947 après que les plans furent revus entrainant le prolongement du tunnel à l’ouest jusque 44th Street, la construction de trois nouvelles stations et la mise en souterrain des lignes de tramway le long des voies de la Market-Frankford Line.
En 1953, le tunnel de prolongation ouest de la Broad Street Line et de la PATCO Line est inauguré 16th Street sous Locust Street (soit le terminus actuel de la PATCO Line).
La nouvelle Market-Frankford Line est inaugurée le 6 novembre 1955 et l'ancienne structure élevée est démantelée été le 20 juin 1956. La même année, la Broad Street Line reçut une nouvelle station sur le site de Fern Rock où elle stockait déjà ses rames, c’est la seule station qui ne se trouve pas dans l’alignement sous Broad Street, c’est également la seule station de la ligne à ne pas être souterraine.
Les deux voies intérieures à vocation express de la Broad Street Line sont prolongées en 1959 jusque Erie.
En 1969, la Delaware River Port Authority créa la PATCO Line qui fut prolongée à l’est jusqu’à Lindenwold à travers le New Jersey. Il fut décidé à cette date de dissocier la Broad Ridge Spur de la PATCO Line et la ville de Philadelphie attribua le leasing des tunnels en provenance du pont Benjamin Franklin jusqu'à la 16th Street sur la PATCO Line. Un nouveau terminus de correspondance sur une voie en cul-de-sac fut construit au-dessus de celles jusque de la PATCO Line afin d’y limiter la Broad Ridge Spur.
Au sud la Broad Street Line fut encore prolongée d’une station en 1973 : Pattinson (renommée service en 2010 AT & T Station) qui a pour but de desservir le nouveau centre sportif où se trouvent aujourd’hui les stades de toutes les équipes sportives de Philadelphie.
En[1977, la station Fairmont de la Market-Frankford Line fut remplacée par la station Sring Garden dans le cadre du réalignement de la ligne dans la médiane de l’Interstate 95.
En 1991, les voies express de la Broad Street Line sont prolongés au nord jusque Olney. Il s'agit à ce jour de la dernière extension significative du métro de Philadelphie.
Entre 1988 et 2003, le SEPTA débloqua 493 300 000 $ afin de reconstruire complètement le viaduc de 2nd Street jusqu’au terminal de Frankford sur la Market-Frankford Line. Durant les travaux, tous les sols du viaduc furent réfectionnés sur l’ancienne structure d’origine et toutes les stations furent reconstruites ce qui explique qu’elles soient toutes accessibles aux personnes à mobilités réduite grâce à l’ajout d’ascenseurs.
Malheureusement, la conception de base de la reconstruction ne permit pas au SEPTA d’élargir les voies et de revoir la structure. Le nouveau tapis de béton soumis aux changements de température et aux vibrations a commencé à se fissurer sur le dessous dès 1997. Pour résoudre ce problème, le SEPTA n’eut pas d’autre possibilité que de cercler le tapis de béton avec des ceintures d’acier afin de s’assurer que le béton ne souffre plus autant.
Le chantier s’acheva en 2003 avec la réinauguration du terminus de Frankford.
De 1999 à 2009 le SEPTA entreprit la même démarche pour l’autre viaduc de la Market-Frankford Line de 69th Street à 44th Street pour un budget de 567 000 000 $. Tenant compte des difficultés rencontrées lors du précédent chantier, le SEPTA remplaça progressivement toutes les structures d’origines à double pieds par de nouveaux à pilier unique à la place. La nouvelle structure permit le passage de deux à quatre voies d'aiguillage afin de desservir en alternance les stations A et/ou B sans engendrer de retard. Comme sur l’autre partie de la ligne, les stations sont désormais accessibles aux personnes à mobilité réduite grâce à l’installation d’ascenseurs. Les travaux ont été achevés le 4 mai 2009.

### Dates importantes
█ - 1907: 69th Street - 15th Street (Viaduc)
█ - 1908: 15th Street - 2nd Street (Souterrain)
█ - 1908: 2nd Street - Ferry Terminal (Viaduc)
█ - 1922: 2nd Street - Frankford (Viaduc)
█ - 1928: City Hall - Olney (Souterrain)
█ - 1932: 8th Street - Olney (Souterrain)
█ - 1938: 8th Street - Walter Rand Transportation Center (via le Pont Benjamin Franklin)
█ - 1938: South Lombard - Snyder (Souterrain)
█ / █ - 1953: 8th Street  - 15/16th Street (Souterrain)
█ - 1953: Fermeture de la Ferry Branch; 2nd Street - Ferry Terminal
█ - 1955: 44th Street - 15th Street (Reconstruit en souterrain)
█ - 1955: 37th Street - 13th Street  (Souterrain)
█ - 1956: Olney - Fern Rock (Souterrain)
█ - 1969: Walter Rand Transportation Center - Lindenwold
█ - 1969: Broad Ridge Spur limitée à un nouveau terminal à 8
th Street
█ - 1973: Snyder - Pattison (Souterrain)

## Réseau actuel

### Aperçu général

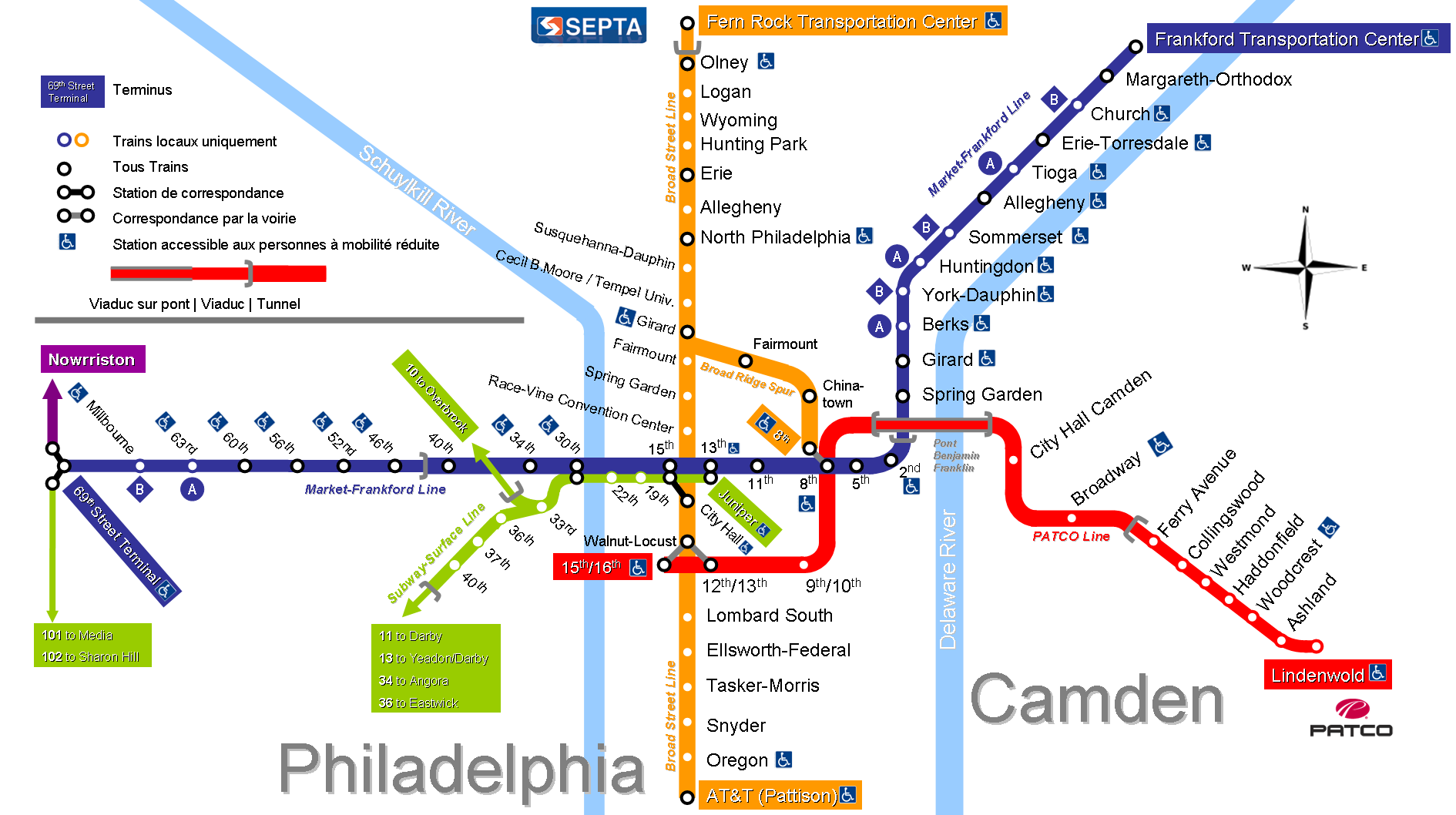
plan du réseau

Le métro de Philadelphie est composé de quatre lignes dans le centre-ville. Trois lignes de banlieue se trouvent à l'ouest de l'agglomération en connexion directe avec le terminus est, 69th Street, de la Market-Frankford Line.
Elles sont différenciées par une couleur mais restent connues par les philadelphiens selon les anciens noms qui leur étaient attribués à leur ouverture et qui sont composés des noms des rues sur ou sous lesquelles elles roulent. Les stations portent toutes le nom de la rue qu'elles croisent ce qui explique que certaines portent un nom identique. 34 des 62 stations du réseau sont accessibles aux personnes à mobilité réduite en 2010.
Toutes les stations hormis celles où se croisent plusieurs lignes sont peintes à l'intérieur et à l'extérieur (jusqu'aux escaliers d'accès) aux couleurs de la ligne qui s'y arrête.
Toutes les lignes possèdent leur propre dépôt et roulent avec un matériel différent qui s'explique par le fait que les lignes n'appartenaient pas toutes à la ville au départ et que les installations techniques des voies souterraines n'étaient pas applicables sur les tronçons en viaduc. L'ingénierie des lignes est donc différent dès leur conception. La Broad Street Line par exemple, possède quatre voies de Olney à Walnut-Locust ; elle est construite sur le modèle du New York avec la volonté d'y faire rouler plusieurs lignes avec des terminus différents et un mode express dans le centre-ville. Les finances de la ville ont limité ce développement.

### Laligne Market-Frankford

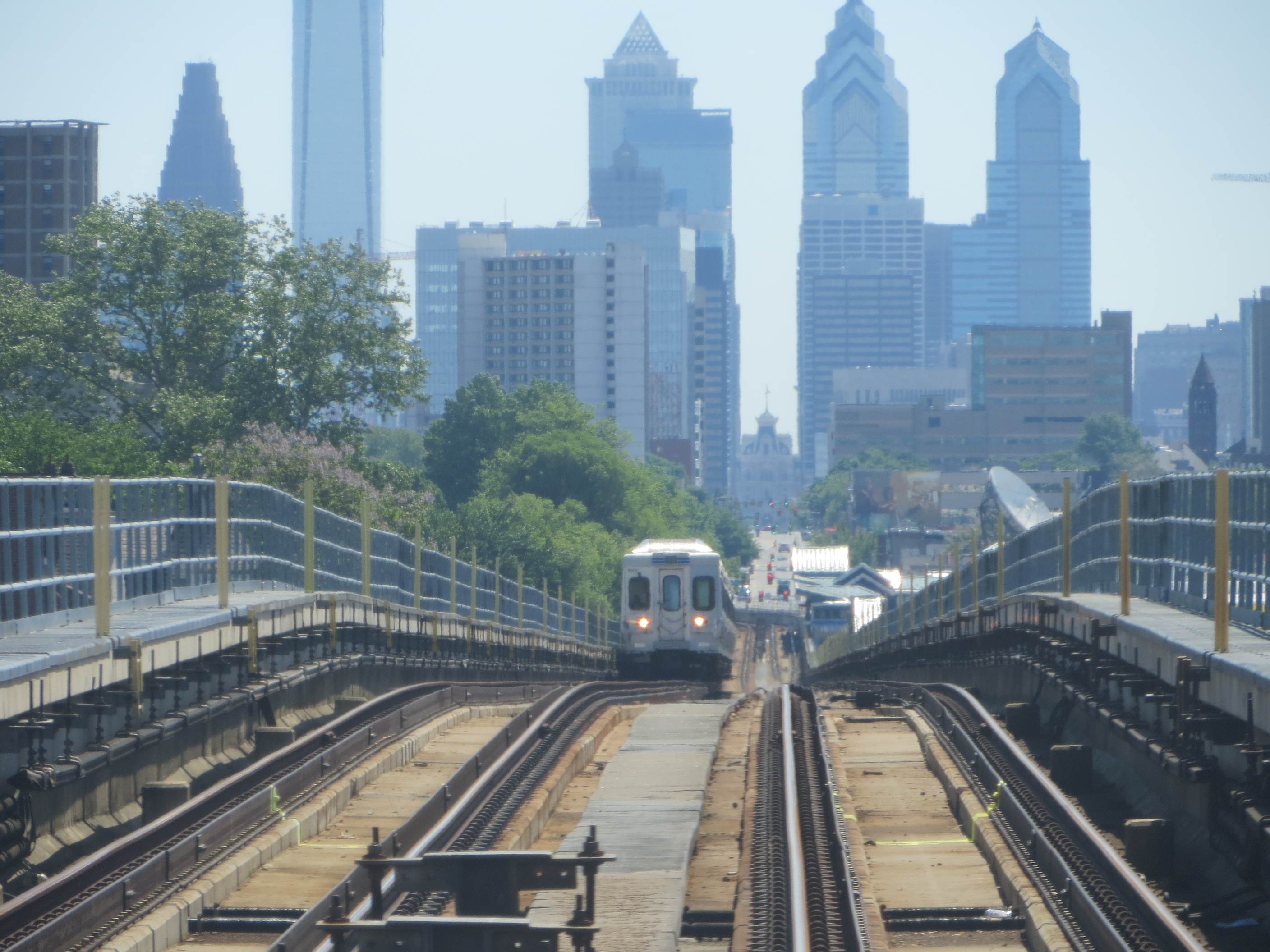

La ligne est identifiée sous la couleur bleue et est la plus ancienne du réseau, le tunnel qui relie 15th Street à 2nd Street ouvert en 1907 est le troisième plus vieux tunnel de métro aux États-Unis derrière ceux de Boston et de New York.
Son tracé relie l'ouest à l'est de la ville, elle roule en souterrain dans le centre de la ville mais sur un viaduc en direction de ses extrémités. C'est également la ligne qui offre une correspondance à l'Amtrak à 30th Street Station en compagnie de la Subway Surface Line.
Un trajet complet dure 39 minutes d'un terminus à l'autre.

### Laligne Broad Street

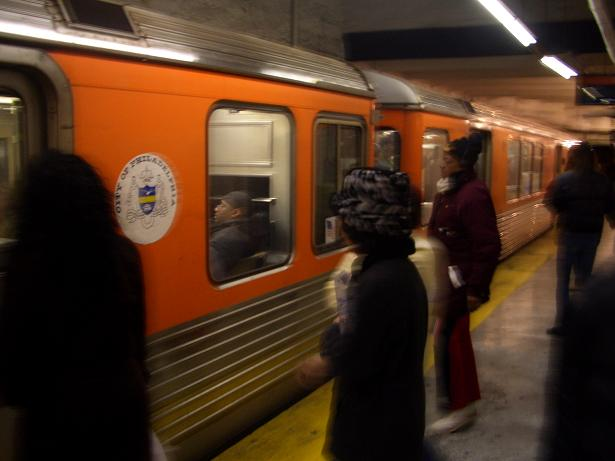

La ligne orange roule du nord au sud entièrement en souterrain hormis à son terminus de Fern Rock où se trouve également le dépôt des rames. Un trajet complet dure 36 minutes en local. Son terminus sud, Pattison devenue AT&T Station depuis 2009, donne accès aux différents stades des équipes sportives de Philadelphie qui y sont regroupées. Elle est composée d'une branche de trois stations, la Broad Ridge Spur qui offre une correspondance à la PATCO Line à la station 8th Street. Les rames qui y trouvent leur terminus roulent de manière express vers le nord et ne marque pas d'arrêt dans toutes les stations.
Ouverte en 1923, elle fut construite sur le modèle express/local en vigueur sur le métro de New York ou sur la North Side Main Line du métro de Chicago avec deux voies express au milieu et deux voies qui desservent toutes les stations sur l'extérieur.

### Laligne Subway Surface

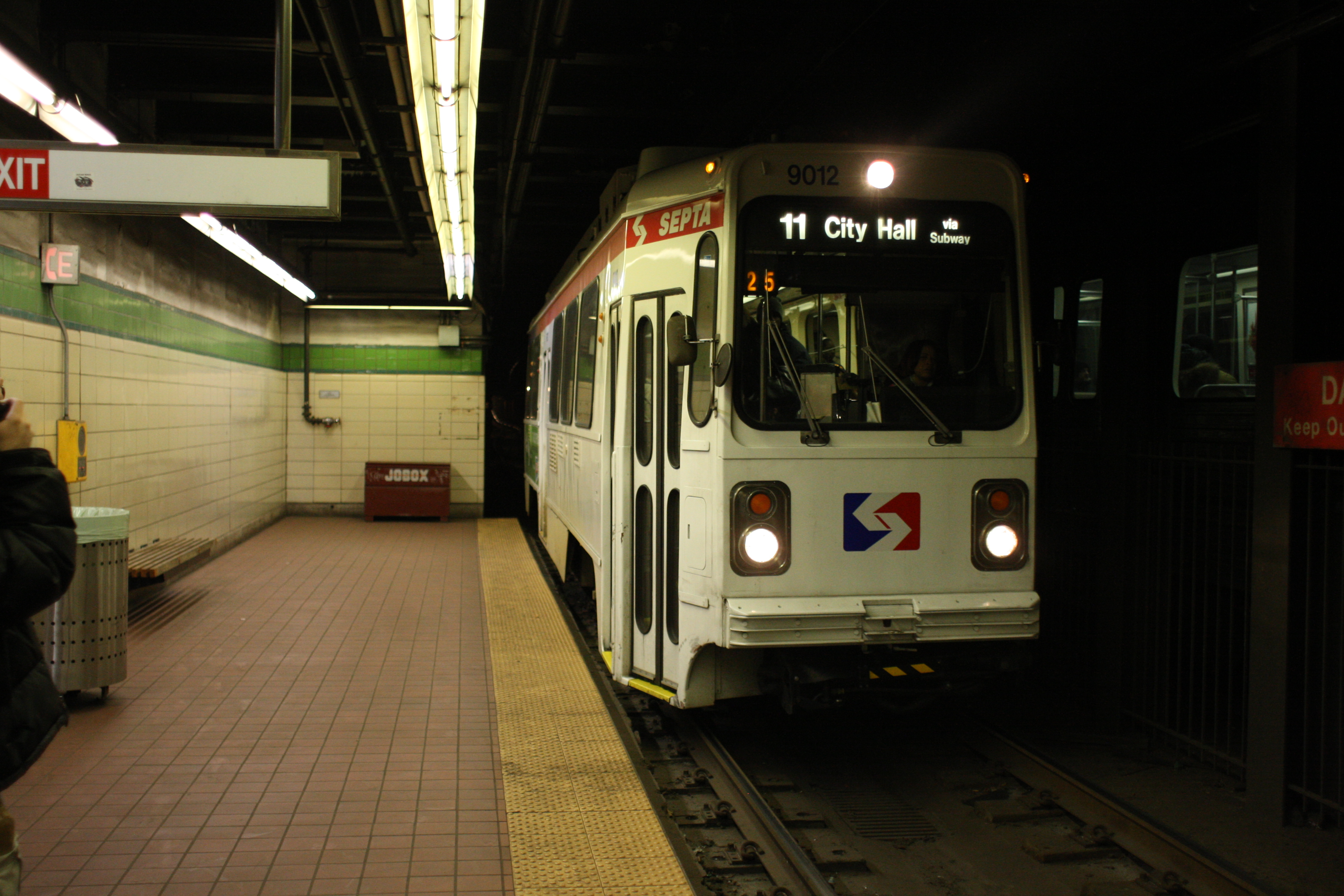

Le tunnel de la Subway Surface Line a été construit avec la mise en souterrain de la Market-Frankford Line. Mis en service en 1907, étendu en 1955, il est parcouru par cinq lignes de tramway qui roulent sur les voies extérieures du tunnel dans le centre avant de se diriger vers les quartiers ouest de Philadelphie grâce à une boucle sous les rails de la Market-Frankford Line à l’extrémité est du City Hall (13th Street).
La ligne 10 retrouve la surface vers le Nord en direction de Overbrook après la station 33rd Street tandis que les quatre autres lignes (11 – Darby ; 13 – Yeadon ; 34 – Angora ; 36 – Eastwick) continuent vers le sud et empruntent trois stations souterraines supplémentaires avant de remonter en surface à hauteur de 40th Street.
Le tunnel, identifié par la couleur vert clair de la ligne, mesure 3,8 km de long et comporte au total huit stations souterraines et une dans une tranchée (40th Street).
Le tunnel ainsi que les 112 véhicules Kawasaki qui le desservent sont équipés d'un système de signalisation par communication radio depuis fin 2011.

### Laligne PATCO

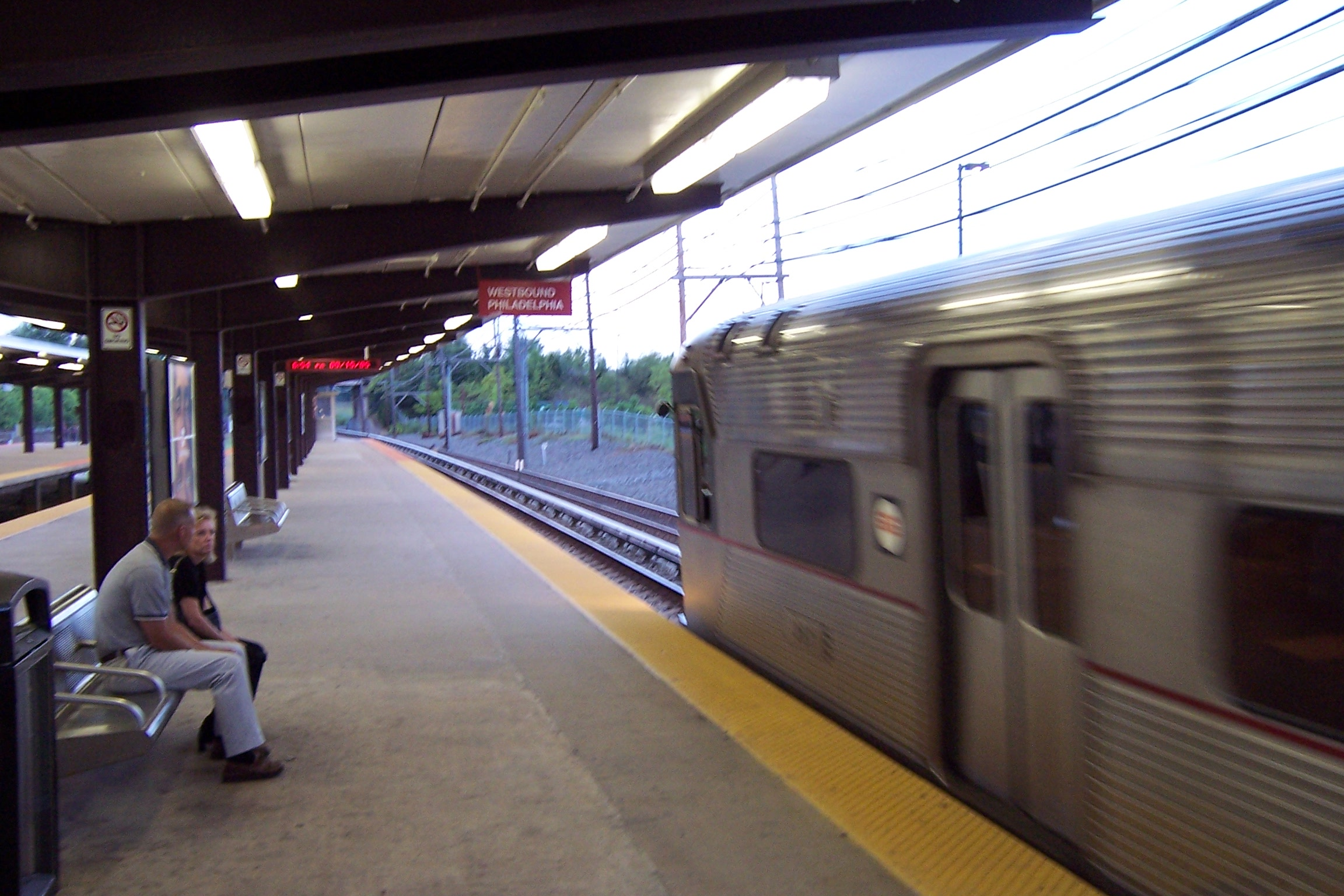

La PATCO Line, la ligne rouge du métro de Philadelphie est exploitée par la Port Authority Transit Corporation division de la Delaware River Port Authority. Son terminus se trouve en plein centre de Philadelphie en souterrain au croisement de 16th Street et de Locust Street où elle circule en direction de l’est jusqu’au Pont Benjamin Franklin sur lequel elle traverse le fleuve Delaware avant de traverser Camden  de le New Jersey dans un nouveau tunnel dans le centre puis sur un remblai surélevé jusque Lidenwold Avenue.
C’est la seule ligne du métro de Philadelphie qui roule sans discontinuer du lundi au dimanche 24h/24. Un trajet complet dure 26 minutes.
Alors que la ligne PATCO fête son 50e anniversaire, les projets ne se sont pas concrétisés.

### Le réseau en chiffres
| Ligne             | Logo | Type    | Longueur                                     | Stations         | Ouverture   | Écartement | Alim.Alimentation | Opérateur | Tracé |
| ----------------- | ---- | ------- | -------------------------------------------- | ---------------- | ----------- | ---------- | ----------------- | --------- | ----- |
| Market-Frankford  |      | Métro   | 20,7 km (5,8 km en tunnel)                   | 28               | 1907        | 1 588 mm   | 3e rail (700 V)   | SEPTA     |       |
| Broad Street      |      | Métro   | 20,1 km (19,1 km en tunnel)                  | 25               | 1928        | 1 435 mm   | 3e rail (600 V)   | SEPTA     |       |
| Norristown        |      | Tramway | 21,6 km                                      | 22               | 1907        | 1 435 mm   | 3e rail (630 V)   | SEPTA     |       |
| Subway Surface    |      | Tramway | 63,7 km (3,8 km en tunnel)                   | 8 (souterraines) | 1906 (1955) | 1 581 mm   | Caténaire         | SEPTA     |       |
| Media–Sharon Hill |      | Tramway | 19,2 km                                      | 52               | 1906        | 1 588 mm   | Caténaire         | SEPTA     |       |
| PATCO             |      | Métro   | 22,9 km (4,6 en tunnel et 3,7 km sur viaduc) | 13               | 1936        | 1 435 mm   | 3e rail (750 V)   | PATCO     |       |

### Les lignes de tramway

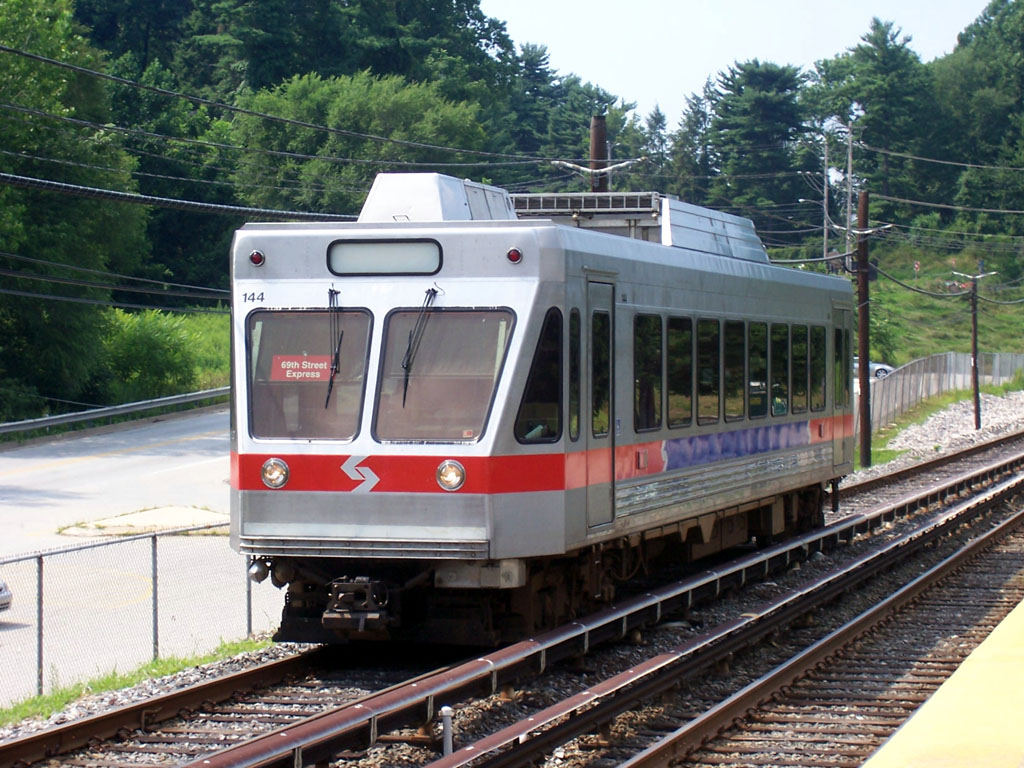

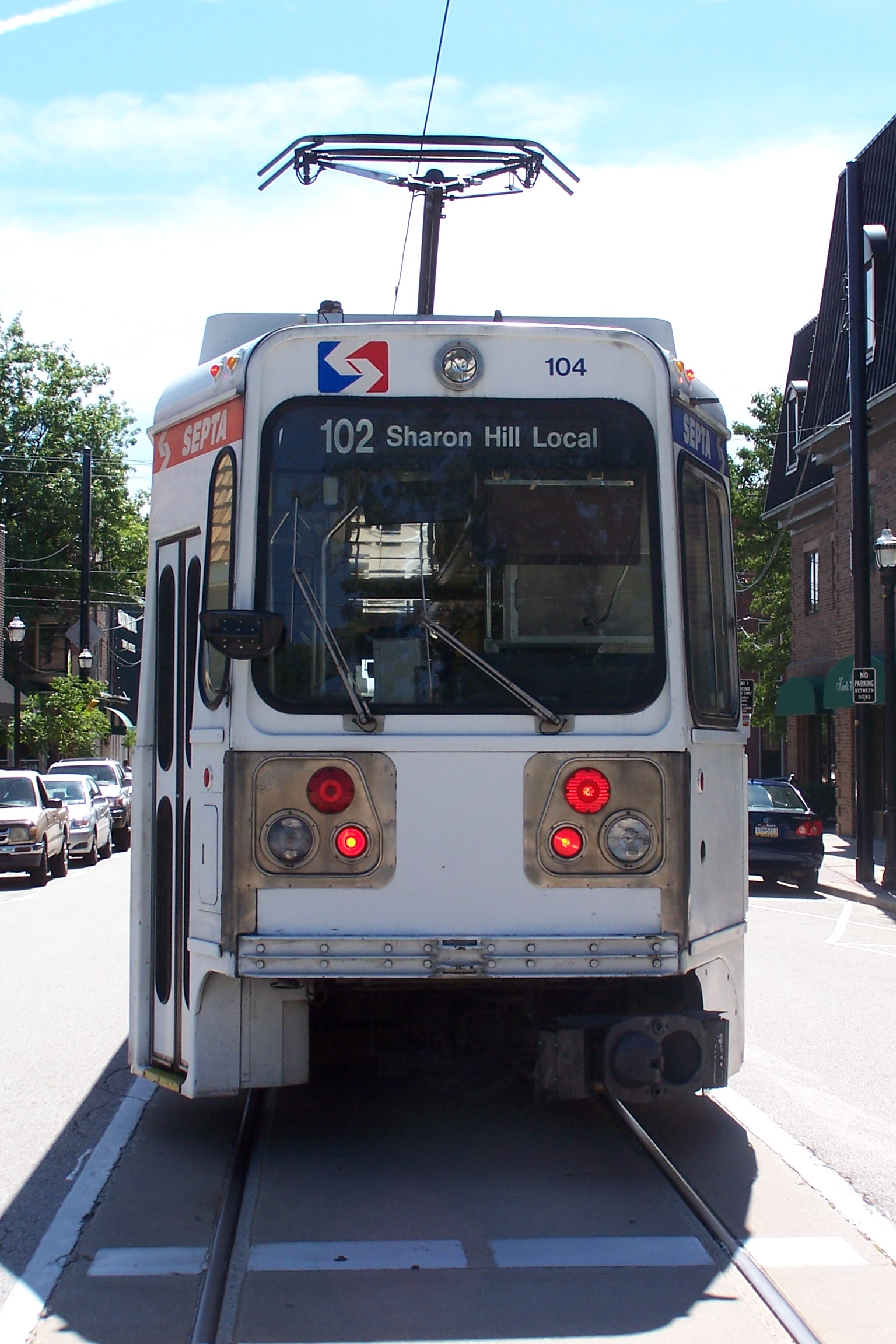

| Ligne                                          | Type    | Longueur | Stations | Ouverture | Écartement | Alimentation    | Longueur des quais | Opérateur |
| ---------------------------------------------- | ------- | -------- | -------- | --------- | ---------- | --------------- | ------------------ | --------- |
| Norristown High Speed Line (100)               | Tramway | 21,6 km  | 22       | 1907      | 1 435 mm   | 3e rail (600 V) | 45 m               | SEPTA     |
| Red Arrow / Media–Sharon Hill Line (101 & 102) | Tramway | 18,4 km  | 52       | 1906      | 1 588 mm   | Caténaire       | 30 m               | SEPTA     |

#### Ligne Norristown
L'ancienne ligne 100 est une ligne ferroviaire de 21,6 km de long qui commence à la station 69th Street Terminal et qui dessert les banlieues ouest de Philadelphie et Norristown. Cette ligne essentiellement au sol est totalement séparée du trafic, ce qui en pourrait en faire une ligne de métro léger. Néanmoins la ligne n'est pas protégée d'incursions piétonnières sur une grande partie de son parcours. Les trains sont alimentés en énergie de traction par troisième rail. Ils comportent des cabines de conduite.

#### Lignes Red Arrow
Ce sont des lignes de tramway utilisant le même matériel que la Subway Surface Line, elles sont différenciées par leur numéro; au départ de la station 69th Street Terminal, la ligne 101 vers Media Avenue et la ligne 102 vers Sharon Hill roulent ensemble sur 3,4 km en direction du sud ouest de Philadelphie le long de Garrett Road avant de se séparer vers leurs terminus respectifs.

### Tarification
Un trajet dans le métro de Philadelphie coûte 2,25 $ vendu sous la forme d’un jeton. Des agents sont présents dans les plus grandes stations tandis que des caisses automatiques prennent le relais dans les stations moins fréquentées. Un achat groupé de dix jetons coute 15,5 $.
Les transferts entre les lignes sont gratuits à 69th Street Terminal, Frankford Transportation Center, 30th Street Station, 15th Street ou 13th Street/Juniper. D’autres transferts via la voirie sont possibles comme à la station 8th Street ou un fee supplémentaire de 1 $ doit être payé à la sortie de la station.
D’autres formules de pass sont également disponibles à la journée, la semaine ou au mois: TransPass 1 semaine: 22 $
TransPass 1 mois: 83 $
Les prix sont diminués de moitié pour les personnes à mobilité réduite et les enfants de moins de quatre ans circulent gratuitement sur le réseau.

### Exploitation
Le métro de Philadelphie roule de 5 h 30 à 0 h 30, aux heures de pointe (de 7 h à 8 h 30 et de 16 h à 17 h 30), 
Les rames roulent toutes les 2 à 4 minutes en heure de pointe et toutes les 6 à 8 minutes en heure creuse. De 0 h 30 à 5 h 30 le métro est remplacé par un bus.
La PATCO Line, la ligne rouge roule quant à elle 24h/24 et 7j/7 comme seulement trois autres réseaux de transport aux États-Unis; Le métro de New York, le PATH et le métro de Chicago (Uniquement les lignes bleue et rouge)
Le SEPTA utilise un mode « skip-stop » ; les trains marqués « A » ne s'arrêtent que dans les stations marquées « A » et dans les stations principales tandis que les trains « B » s'arrêtent seulement aux stations « B » et les stations principales sur la Market-Frankford Line. Sur la Broad Street Line, le même système est appliqué à cette différence que les rames ayant pour terminus 8th Street sont toujours express.

### Matériel roulant
| Matériel | Matériel | Livraison   | Constructeur     | Nombre de voiture | Type        | Alimentation            | Ecartement des roues | Ligne desservie | Illustration |
| -------- | -------- | ----------- | ---------------- | ----------------- | ----------- | ----------------------- | -------------------- | --------------- | ------------ |
| M-4      | M-4      | 1997 - 1999 | Adtranz          | 220               | Métro       | 3e rail (700 V)         | 1581 mm              |                 |              |
| B-4      | B-4      | 1982        | Kawasaki         | 104               | Métro       | 3e rail (600 V)         | 1435 mm              |                 |              |
| K LRV    | 9000     | 1980 - 1982 | Kawasaki         | 112               | Métro léger | Caténaire (perche)      | 1581 mm              |                 |              |
| K LRV    | 100      | 1980 - 1982 | Kawasaki         | 29                | Métro léger | Caténaire (pantographe) | 1588 mm              |                 |              |
| N-5      | N-5      | 1993        | ASEA             | 26                | Métro léger | 3e rail (630 V)         | 1435 mm              |                 |              |
| PATCO    | I        | 1969        | Budd Company     | 120               | Métro       | 3e rail (750 V)         | 1435 mm              |                 |              |
| PATCO    | II       | 1980        | Canadian Vickers | 120               | Métro       | 3e rail (750 V)         | 1435 mm              |                 |              |

### Projets
Tous les fonds alloués au métro de Philadelphie ont servi depuis le milieu des années 1970 à revoir et à améliorer le service sur le réseau existant; les viaducs de la Market-Frankford Line ont été remplacés, l'accès des stations et leur luminosité ont été améliorés. Aucun projet d'extension n'a abouti depuis 1973 malgré la volonté du pouvoir politique de l'aire métropolitaine de Philadelphie de changer le mode de déplacement des habitants de certains quartiers trop habitués aux déplacement en voiture.
Le regain d'intérêt pour le métro à Philadelphie est limité par le manque de liquidités de la ville et par les divergences politiques actuelles sur le sujet qui privilégie le développement des trains de banlieue gérés également par la SEPTA ou la remise à neuf de voies de tramway abandonnées dans les années 1980 et 1990.

#### Les projets d'extension de laligne Broad Street
Présentée par la commission régionale de la Delaware Valley en 2008, le SEPTA envisage une prolongation de Pattinson sur 3 km vers l'ancien chantier naval reconvertit entretemps en centre d'affaires très prisé grâce à sa proximité avec le centre-ville mais également de l'aéroport. Une station intermédiaire serait construite à hauteur de Corporate Center à 1,8 km de Pattinson. L'accord sur le financement de 370 millions $ n'est pas été conclu et aucune date n'a été déterminée pour le démarrage du chantier.
Prévu sur les plans originaux et relancés en 1953, 1964 et 1973, le SEPTA a commandé en 2001 une étude sur la faisabilité de prolonger la ligne  Broad Street au milieu de Roosevelt Boulevard qui doit être reconstruit en autoroute urbaine. La prolongation de quatorze kilomètres jusque Bustleton Avenue et Southampton Boulevard permettrait la desserte des quartiers nord-est de la ville. Vu que ce développement est étroitement lié au réaménagement de Roosevelt Boulevard pour lequel aucune date n'est avancée ni par la ville ni par l'état de Pennsylvanie ; Le SEPTA n'a à ce jour encore demandé aucun financement et n'a pas inclus ces prolongations estimées à 4,7 milliards $ dans son projet directeur 2010 - 2021.

#### Le projet d'extension de la ligneMarket-Frankford
La Market-Frankford Line serait également prolongée jusqu'à Bustleton Avenue sur 2 km depuis le terminus actuel de Frankford.